# Walter Stanietz
Walter Leo Josef Stanietz (ur. 31 sierpnia 1907 w Kattowitz, zm. 13 maja 1965 w Kritzenast, Górny Palatynat) – niemiecki pisarz i dramaturg, członek kręgu literackiego Gerharta Hauptmanna.

## Życiorys
Ojciec Waltera Leo Stanietz pod koniec XIX wieku przyjechał do Katowic i w 1899 roku mieszkał przy ulicy Friedrichstraße 1, w domu należącym do kupca Heimanna Fröhlicha. Początkowo pracował jako sprzedawca, a następnie jako pomocnik handlowy i księgowy. Po ślubie z Elvirą John, Leo otworzył własny sklep z towarami modnymi, jednak w 1910 roku zbankrutował. Następnie przeniósł się z rodziną do Kamiennej Góry (Landeshut), gdzie założył sklep z artykułami manufakturowymi oraz specjalistyczny sklep z gotową odzieżą męską i szyciem na miarę. 
Mimo że Walter Stanietz spędził w Katowicach na Górnym Śląsku tylko wczesne dzieciństwo, to śląski krajobraz i ludzie wywarli znaczący wpływ na jego twórczość. W latach dzieciństwa bywał również u dziadków mieszkających w Ujeździe. Do gimnazjum realnego uczęszczał w Kamiennej Górze, jednakże opuścił szkołę bez dyplomu. Na życzenie rodziców rozpoczął pracę w handlu w Głogowie, lecz kluczowy wpływ na jego rozwój miały spotkania z przeorem benedyktynów z Krzeszowa Justinusem oraz pisarzem Gerhartem Hauptmannem, a także występy wędrownej trupy teatralnej. Stanietz nawiązał kontakt z kręgiem literackim wokół Gerharta Hauptmanna i zaczął pisać własne utwory.
Jego pierwsza sztuka teatralna, Die Grunerts, odniosła sukces po premierze w 1935 roku w Bochum i była grana na 28 scenach. Następnie ukazał się dramat Der Bauernkanzler, który poruszało wydarzenia z okresu wojny chłopskiej. Premiera odbyła się w 1936 roku jednocześnie w Münster, Królewcu i Wrocławiu.
Po pobycie w kolonii artystycznej na wyspie Hiddensee, Stanietz przeniósł się do teatralnej metropolii Berlina. W połowie lat 30. powrócił jednak na Śląsk, gdzie w Steinseiffen, niedaleko Karpacza w Karkonoszach, znalazł swoją twórczą przystań. Tam tworzył głównie dramaty o ciężkim, lecz szlachetnym życiu wiejskiej ludności Śląska, związanego z naturą.
W tym okresie powstały tragedia Das Kind Gustl oraz dramat Der Weg der Marie Tschenscher, który miał premierę w 1936 roku w Starym Teatrze w Lipsku i był grany na 50 scenach w Niemczech. Sztuka Die Mutter, która miała premierę w 1938 roku w Mannheim, była grana na ponad 90 scenach i została przetłumaczona na język francuski oraz wystawiona w Paryżu.
Nawet mniej znane dzieło Johann Hesse z 1939 roku, było grane na 20 scenach. W 1940 roku opublikowano powieść Das tägliche Brot w wydawnictwie Fischer w Berlinie. Książka odniosła natychmiastowy sukces i doczekała się czterech kolejnych wydań. W 1941 roku Stanietz otrzymał Śląską Nagrodę Kultury od gauleitera katowickiego, Fritza Brachta. W 1942 roku ukazała się kolejna powieść Die Brüder und die Magd, której fabuła została później przerobiona na dramat.
Kulminacją jego kariery dramatopisarskiej była udana inscenizacja ballady Katrin, napisanej w 1941 roku przez Heinricha George'a. Premiera odbyła się w 1943 roku w Schillertheater w Berlinie. Wystąpili w niej znani aktorzy Berta Drews, Horst Caspar i Ernst Schröder.
W czasach narodowego socjalizmu niektóre sztuki można przypisać ideologii krwi i ziemi. Prace sceniczne – częściowo w gwarze śląskiej – traktują o prostych chłopach śląskich i ich tragicznych losach, a także o poszukiwaniu wzniosłości w zaszczytnej pracy i w naturze. Po II wojnie światowej Stanietz zaangażował się w ezoterykę i został uczniem indyjskiego filozofa Paramahansy Joganandy. Jego późna twórczość obraca się wokół ostatecznych pytań o egzystencję w medytacjach, esejach i opowieściach.
Po zakończeniu wojny Stanietz pozostał na Śląsku i był krótko internowany. Dzięki wstawiennictwu Gerharta Hauptmanna został zwolniony. Po śmierci swojego wielkiego idola, Stanietz był pasażerem specjalnego pociągu Gerharta Hauptmanna do Drezna 21 lipca 1946 roku. W 1948 roku osiadł w odległej wsi Kritzenast w Bawarskim Lesie, z dala od powojennego świata teatralnego. Ostatnią sztuką wystawioną za jego życia była Die Brüder, którą napisał w 1945 roku i za którą w 1950 roku otrzymał Nagrodę Adalberta Stiftera podczas Pfingstfesttage der Sudetendeutschen w Kempten. Sztuka była wystawiona w Donaueschingen w 1952 roku.
Walter Stanietz zmarł 13 maja 1965 roku na zawał serca w Kritzenast. Jego grób znajduje się na cmentarzu w sąsiedniej wsi Ast (powiat Waldmünchen).
Walter Stanietz był dwukrotnie żonaty. Jego pierwszą żoną była Gerda Tschechne, a od 1945 roku jego drugą żoną była Uta Charlotte Schibura, z którą miał córkę. Uta Charlotte Schibura zmarła 15 stycznia 2016 roku w Rottach-Egern. Z innych związków Walter Stanietz miał trzy córki i syna.

## Dzieła[9]
Dramaty:
- Rolf Grunert. Tragedia (alternatywny tytuł: Die Grünerts). Albert Langen-Georg Müller, Berlin 1935. Premiera 1935 w Bochum pod tytułem Die Grünerts.
- Der Bauernkanzler. Sztuka teatralna. Albert Langen-Georg Müller, Berlin 1935. Premiera 1936 jednocześnie w Münster, Królewcu (inscenizacja Hans Tügel) i Wrocławiu.
- Das Kind Gustl. Tragedia (1935?).
- Der Weg der Marie Tschenscher. Sztuka teatralna (alternatywne tytuły: Die Tschenschermarie, Die arme Liebe). Albert Langen-Georg Müller, Berlin 1937. Premiera 1936 w Starym Teatrze w Lipsku.
- Johann Hesse. Sztuka teatralna. S. Fischer, Berlin 1939. Premiera 6 czerwca 1940 w Staatstheater w Brunszwiku.
- Die Mutter. Sztuka teatralna. Badische Bühne, Karlsruhe 1939. Premiera 12 listopada 1938 w Nationaltheater w Mannheim.
- Katrin. Sztuka teatralna (tytuł roboczy: Ballade am Strom). Suhrkamp, Berlin 1941. Premiera 1943 w Schillertheater w Berlinie; reżyseria: Heinrich George; wystąpili Heinrich George, Berta Drews, Horst Caspar i Ernst Schröder.
- Die Brüder. Sztuka teatralna. Rohrbacher, Donaueschingen 1952.

Proza:
- Geheimnis. W: Gerhart Hauptmann – Wie ich Werk und Mensch erlebte. Z niepublikowanym wierszem Gerharta Hauptmanna. W Die Schlesische Reihe, red. Egon H. Rakette, zeszyt 1, Wilh. Gotl. Korn Verlag, Wrocław 1938.
- Das Tägliche Brot. Fischer, Berlin 1940.
- Die Brüder und die Magd. Adam Kraft Verlag, Karlsbad i Lipsk 1942.
- Der Grausame Berg. W: Ernst Günther Bleisch (red.): Zauber Schlesiens. Gräfe i Unzer Verlag, Monachium 1962.
- Der Stufenweg zum Selbst. Schwab, Gelnhausen 1964.
- Zum Paradies des Menschen. Baum, Pfullingen/Württemberg 1965.
- Der Vollendete. Drei-Eichen, Monachium 1971.
- Hinführung zum Schweigen. Verlag der Helfenden, Krün 1977.
- Tempel ohne Türen ohne Tore.